# Vicente Escudero
Vicente Escudero Urive (Valladolid, España, 27 de octubre de 1888 - Barcelona, España, 4 de diciembre de 1980) fue un bailarín y coreógrafo de flamenco español; teórico de la danza, conferenciante, pintor, escritor; y ocasionalmente actor cinematográfico y cantaor.

## Carrera como bailarín
Nacido en el seno de una familia humilde —su padre era zapatero—, Vicente Escudero dio sus primeros pasos de baile siendo todavía un niño sobre las tapas de las alcantarillas de su barrio de San Juan. Ya de adolescente, y con una formación totalmente autodidacta, combinó las actuaciones en locales de la ciudad y provincia con trabajos como linotipista en varias imprentas. Años más tarde, decidió ir al Sacromonte a aprender de los maestros gitanos y, poco después, se vio con la confianza suficiente para empezar a actuar en los cafés de Madrid. Consiguió entrar en el Café de la Marina, en la calle de los Jardines, 21, pero allí duró solo tres días, porque aunque su baile gustó al público, sus compañeros se plantaron al verse incapaces de seguir su palmeo anárquico, como él mismo reconoció tiempo después: «en realidad tenían razón, ya que entonces se llevaba un ritmo medido y cualquier variación en el sonido de las palmas o el compás desorientaba a todo el mundo». Este fracaso lo llevó a pasar una temporada dando tumbos por España, hasta que fue a dar con Antonio de Bilbao en el Café Las Columnas de aquella ciudad. Antonio lo acogió como discípulo, y con sus enseñanzas lo introdujo en los secretos del flamenco.
El siguiente paso fue el extranjero. Después de unos años viajando por Europa, Egipto, e incluso la India,[cita requerida] comenzó a actuar en Lisboa y, tras ganar el Concurso Internacional de Danza en el Teatro de la Comedia de París bailando un pasodoble,[cita requerida] hizo su primera gran actuación oficial en el Olympia de la capital francesa en 1922. En ese escenario cosechó un gran éxito y se mantuvo durante mucho tiempo en cartel, lo que le forzó a ampliar su repertorio con baile clásico español. En 1924, presentó en el Teatro Fortuny una compañía de baile completamente española, y también abrió una academia de baile español que pronto se llenó de alumnos. Por esas fechas formaba ya pareja tanto de baile como sentimental con Carmita García, que le acompañó hasta su muerte. En 1925, en la cumbre de su éxito parisino, Manuel de Falla le encargó, junto a «La Argentina», el montaje de El amor brujo, que constituyó un extraordinario triunfo.
Durante estos años, Vicente Escudero tomó contacto con las vanguardias de su tiempo, en la literatura y la pintura: cubismo, surrealismo, dadaísmo y otros "ísmos" en los que estaba totalmente introducido en los años 1930. Atrapado en los círculos artísticos parisinos, frecuentaba los cafés de Montparnasse, alquiló un estudio en Montmartre, y se dedicó a la pintura y a las tertulias, tratando con Metzinger, Leger, Gris y otros artistas de tendencia cubista. Estaba tan abstraído en esos asuntos que evitaba firmar ningún contrato de baile hasta que no le acuciaban las necesidades económicas. Con la intención de evitar ligaduras comerciales, arrendó con un amigo un diminuto teatro que había sido de la actriz Émilienne d'Alençon y lo denominó «Teatro Curva». Allí dio rienda suelta a su fascinación por lo experimental y el arte avanzado en el baile flamenco. Su éxito entre lo más granado de los artistas del surrealismo (entre su público y contertulios pudo contar con el escritor y teórico André Breton, los poetas Louis Aragon y Paul Éluard, el cineasta Luis Buñuel, el fotógrafo Man Ray, que lo utilizó de modelo en una de sus fotografías, o el pintor Joan Miró), no corrió parejo con el favor del público general, por lo que Escudero y su socio perdieron la inversión y debieron cerrar ese teatro experimental.
En 1931, participó en el homenaje que se le rindió en Londres a Anna Pávlova, con la que había bailado tiempo atrás en San Petersburgo. Durante la década de los años treinta siguió haciendo giras por América, llegando a interpretar la obra de Falla en el Radio City Music Hall de Nueva York. Después de la guerra civil española se instaló en Barcelona donde alternaba sus facetas como bailaor con las de coreógrafo, pintor, conferenciante y escritor. Su última actuación tuvo lugar en Madrid en 1969.
En 1928, innovó introduciendo castañuelas de aluminio y de bronce, que hubo encargado a un herrero. Dicha presentación fue en la Sala Pleyel de París.

## Fallecimiento
Falleció el 4 de diciembre de 1980. El fallecimiento se produjo a consecuencia de un proceso hemipléjico, una embolia, que lo dejó paralizado de medio cuerpo, y que la semana pasada se complicó con una gripe, lo que lo tuvo en coma durante 48 horas.
Esta enterrado en el panteón de hijos vallisoletanos ilustres en el Cementerio de El Carmen.

## Estilo

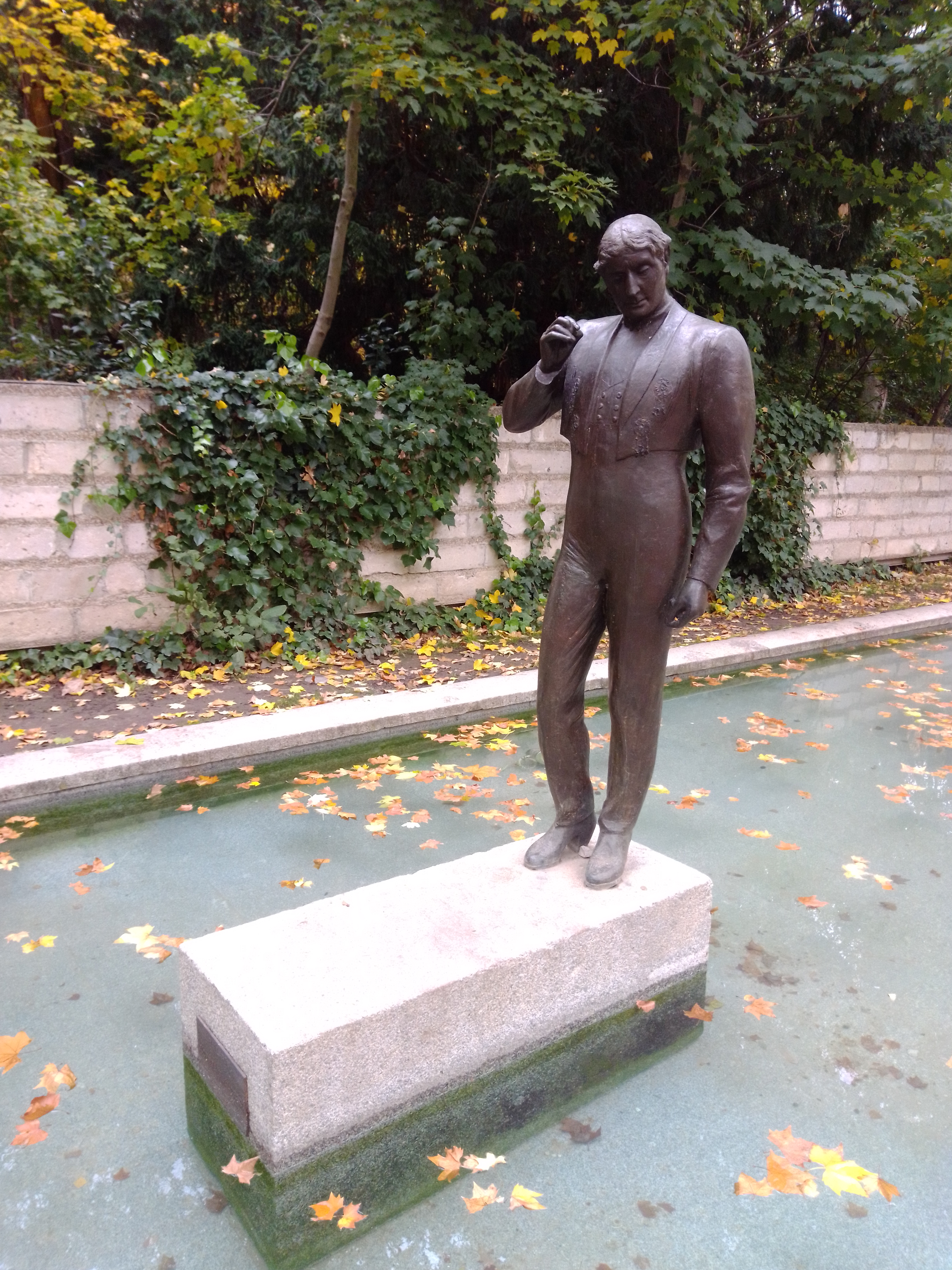
Estatua en el Campo Grande de Valladolid, de la escultora Belén González.

Su estilo puntero y artístico, con el que popularizó el flamenco, era fiel a la pureza y tradición, con total apego a sus técnicas y normas. Se esforzó, además, por dar al baile flamenco una autenticidad basada en la reciedumbre y la virilidad. En su Decálogo del buen bailarín, difundido en la sala El Trascacho de Barcelona en 1951, Vicente Escudero dejó claro lo que él consideraba fundamental para su estilo de bailar:

1. Bailar en hombre.
2. Sobriedad.
3. Girar la muñeca de dentro a fuera, con los dedos juntos.
4. Las caderas quietas.
5. Bailar asentao y pastueño.
6. Armonía de pies, brazos y cabeza.
7. Estética y plástica sin mistificaciones.
8. Estilo y Acento.
9. Bailar con indumentaria tradicional.
10. Lograr variedad de sonidos con el corazón, sin chapas en los zapatos, sin escenarios postizos y sin otros accesorios.

El fuerte contacto que mantuvo con el arte vanguardista en París también había dejado una notable influencia en su estilo y forma de bailar.

## Obra

### Espectáculos flamencos
- El amor brujo (1925 en el Teatro Trianon-Lyrique de París), en el papel de Carmelo.
- Bailes flamencos de vanguardia (1930);
- El amor brujo (1935 en el Radio City Music Hall de Nueva York), nuevamente en el papel de Carmelo.

### Discografía
Como cantaor flamenco:
- Antología selecta de cante flamenco auténticamente puro
- Flamenco!, editado por Columbia Records en Estados Unidos en 1961.

### Filmografía
Vicente Escudero participó como actor en varias películas:
- Fuego en Castilla (1960), dirigida por José Val del Omar.
- Con el viento solano (1966), dirigida por Mario Camus.

### Pintura
Como pintor, Escudero se limitó a realizar bocetos de su baile, que fueron, no obstante, muy apreciados por Miró. Coincidiendo con el vigésimo aniversario de su muerte, el Ayuntamiento de Valladolid desarrolló una exposición con colecciones de la obra pictórica, fotográfica y cartelería del artista.

### Obra literaria
Fue además autor de los siguientes libros, ensayos sobre el arte del baile flamenco:
- Mi baile (1947);
- Pintura que baila (1950);
- Decálogo del buen bailarín (1951).

## Premios y homenajes

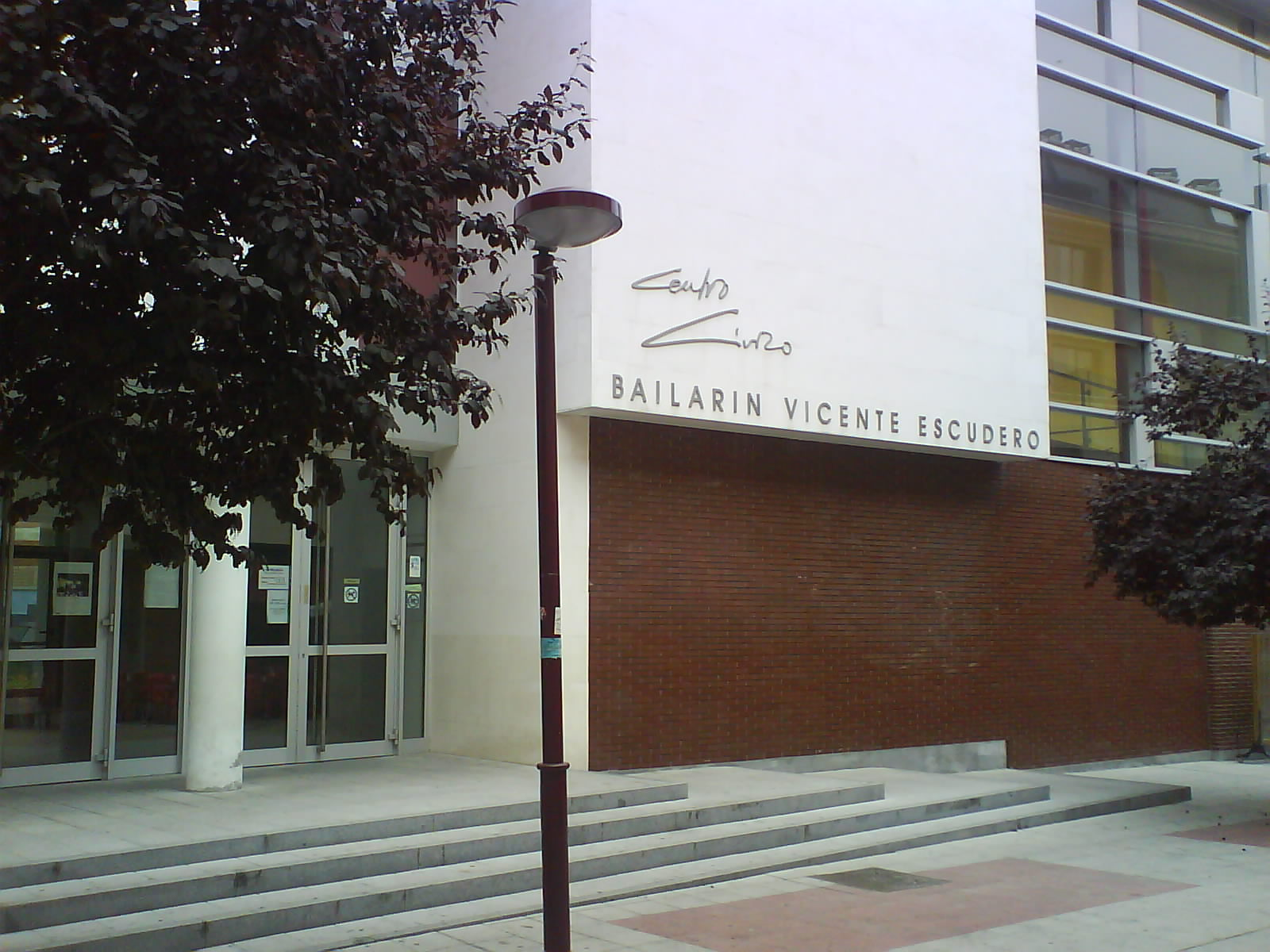
Fachada del centro cívico Vicente Escudero, en la travesía de la calle de la Verbena (Valladolid).

El 4 de noviembre de 1974, cuando Vicente contaba ya con 87 años de edad, la Dirección General de Teatro y Espectáculos del Ministerio de Información y Turismo de España reconoció la grandeza de este bailaor y le dio un homenaje en el Teatro Monumental de Madrid. En el mismo participaron el ballet folclórico de festivales de España y la Compañía de baile español de Antonio Gades, entre otros artistas.
En su ciudad natal, Valladolid, una de las calles del Barrio de La Circular lleva su nombre: calle del bailarín Vicente Escudero, así como el centro cívico de dicho barrio (en la imagen).
Así mismo, se ha erigido en Valladolid una estatua en su honor en el Campo Grande, que lleva el nombre Baile en bronce, obra de la vallisoletana Belén González Díaz e inaugurada en 1995.